# Juliana-Luisa González Hurtado
Juliana Luisa González Hurtado (Cisneros, Palencia, 6 de septiembre de 1933). Catedrática de Edafología y Química Agrícola de la ETSIA de la Universidad de Valladolid, de la cual llegó a ser directora, así como vicerrectora de la Universidad de Valladolid para los centros universitarios de Palencia. Ingresó como académica de la Institución Tello Téllez de Meneses el 28 de noviembre de 1975. Destaca por su labor investigadora en materia de ingeniería agrícola y sus aplicaciones, especialmente en todo lo relacionado con reciclaje y energías limpias

## Obra

### Artículos en revistas
- Gómez Sobrino, Ernesto, Correa Guimaraes, Adriana, Hernández Navarro, Salvador, Navas Gracia, L.M., Martín Gil, Jesús, Sánchez Báscones, Mercedes, González Hurtado, Juliana Luisa, Ramos Sánchez, María del Carmen (nº16, 2006). Biodegradación de asfaltenos del Prestige mediante la aplicación de técnicas de compostaje-vermicompostaje (92). ISSN 1131-9526, pags. 56-62. Texto « Residuos: Revista técnica » ignorado (ayuda) Resumen

- González Hurtado, Juliana Luisa (nº 11, 2001). Compostaje de productos cárnicos: Primeros estudios (59). ISSN 1131-9526, pags. 74-77. Texto « Residuos: Revista técnica » ignorado (ayuda)

- González Hurtado, Juliana Luisa (1999). La Escuela Técnica Superior de Ingenierías Agrarias: pasado, presente y futuro (70). ISSN 0210-7317, pags. 223-242. Texto « Publicaciones de la Institución Tello Téllez de Meneses » ignorado (ayuda)

Descargar
- González Hurtado, Juliana Luisa (1976). Palencia y sus fuentes de energía : (discurso de ingreso como Académica dela Institución "Tello Téllez de Meneses") (37). ISSN 0210-7317, pags. 17-50. Texto « Publicaciones de la Institución Tello Téllez de Meneses » ignorado (ayuda)

Descargar

### Colaboraciones en obras colectivas
- Sánchez Báscones, Mercedes, González Hurtado, Juliana Luisa (1987). Humus de lombrices autóctonas: valor agronómico. La fertilidad del suelo : II Congreso de Agricultura Biológica, celebrado en Madrid, en octubre de 1986.